# Lianne Abeln
Lianne Abeln (Groningen, 2 september 1939) is een Nederlands zangeres. Ze wordt wel de Grand Old Lady van de Groninger streektaalmuziek genoemd.
Op achttienjarige leeftijd trad ze voor het eerst voor het voetlicht met Franse chansons, maar al snel ging ze ook Groningse liedjes vertolken, onder meer van David Hartsema en Jan Klompsma.
In 1956 won ze het amateurconcours van Radio Luxembourg met een Frans chanson. Ze moest de eerste plaats delen met haar in het Spaans zingende provinciegenoot Imca Marina. Het jaar daarop, 1957, won ze het landelijk concours van het AVRO-programma  d'Oprechte Amateur.
Ze ontwikkelde zich in de loop der jaren tot dé zangeres van het betere Groningse lied. Eerst solo met stem en gitaar, later vormde ze een muzikaal koppel met haar vaste arrangeur en begeleider Ed Wennink (1944, gitarist, leerling van Gerard Gest). Dit duo trekt sinds midden jaren zeventig langs de regionale podia (gegevens 2018). Later werd het duo uitgebreid met de levensgezel van Wennink Nettie Vening (toetsen). Een van haar bekendste liederen is "Mien Slichte Laand", een vertaling van "Le Plat Pays" van Jacques Brel.
Lianne Abeln en David Hartsema kregen in 1985 samen de K. ter Laan Prijs voor hun totale werk. In dat jaar werd de prijs voor het eerst uitgereikt.
Op vrijdag 24 november 2006 is in het Radio Noord-programma Twij Deuntjes veur Ain Cent een special rondom het vijftigjarig jubileum van de Groninger zangeres te horen geweest.
De dag daarop werd zij, vanwege haar inzet voor de Drentse, Groningse en Ostfriese cultuur, benoemd tot ridder in de Orde van Oranje-Nassau.
In 2011 werd De Grunny 2011, de jaarlijkse muziekprijs van RTV Noord, toegekend aan Abeln.

## Discografie
- Lianne (muziekcassette en lp, 1980)
- Verskes dij k joe lain (dubbel-lp, 1984)
- Nait zunder die (lp, 1987)
- Thoes (cd, 1990)
- Levenslien (cd, 1995)
- Droom nu maar (cd, 2001)
- t Goie leven (3 cd's, 2011, waarvan de eerste twee Abelns keuze zijn van haar dierbaarste liedjes)